# برناردو ميركادو
برناردو ميركادو (بالإسبانية: Bernardo Mercado)‏ مواليد 16 يناير 1952 في كولومبيا، هو ملاكم كولومبي يصنف ضمن فئة الوزن الثقيل.

## إحصائيات
خاض خلال مسيرته 38 نزالا، فاز في 33 ولم يتعادل وخسر في 5. فاز بالضربة القاضية في 28 نزالا.

## روابط خارجية
- برناردو ميركادو على موقع بوكس ريك (الإنجليزية) (registration required)